# GJ 300
GJ 300 — звезда, которая находится в созвездии Корма на расстоянии около 19,2 световых лет от нас. Это одна из ближайших к нам звёзд.

## Характеристики
GJ 300 — тусклая звезда 12,07 величины, невидимая невооружённым глазом. Это относительно холодный красный карлик спектрального класса М, имеющий массу, равную 17 % массы Солнца и температуру поверхности около 3150 К. Радиус меньше солнечного примерно в 15 раз. Планет в данной системе пока обнаружено не было.